# Estação Botanítcheskii Sad (metro de Moscovo)
Botanítcheskii Sad (em russo:  Ботанический сад) é uma das estações da linha Kalujsko-Rijskaia (Linha 6) do Metro de Moscovo, na Rússia. Estação «Botanítcheskii Sad» está localizada entre as estações «VDNKh» e «Sviblovo».